# Sumrall
Sumrall – miasto w Stanach Zjednoczonych, w stanie Missisipi, w hrabstwie Lamar.